# صحافی شانه‌ای
صحافی شانه ای (انگلیسی: Comb binding)، نوعی به هم پیوستن و جلد کردن یک جزوه یا کتاب است.

## صحافی شانه ای
صحافی شانه ای (که گاهی به عنوان صحافی «مارپیچ» یا «شانه پلاستیکی» نامیده می‌شود) یکی از روش‌های متعدد برای اتصال صفحات به یکدیگر در یک کتاب یا جزوه است. در این روش از فنرهای پلاستیکی گرد با ۱۹ حلقه (برای اندازه US Letter) یا ۲۱ حلقه (برای اندازه A4) استفاده می شود، با سوراخ‌های مستطیلی شکل.
با این صحافی، نمی‌توان کتاب را ۳۶۰ درجه باز کرد.

## فرایند اتصال
برای اتصال یک سند، ابتدا کاغذ با دستگاه مخصوص سوراخ سپس اندازه فنر پلاستیکی که با سند مطابقت دارد انتخاب می‌شود. اندازه‌ ها استاندارد هستند ۴٫۸ میلیمتر (۳⁄۱۶ اینچ) (برای ۱۶ برگ کاغذ ۲۰#) تا ۵۱ میلیمتر (۲ اینچ) (برای ۴۲۵ برگ). طول فنر پلاستیکی معمولاً ۲۸۰ میلیمتر (۱۱ اینچ) است.
| </img>                       | </img>                              |
| دستگاه بازکننده فنر پلاستیکی | کاغذ از پیش پانچ شده با حلقه‌های فنر |
| </img>                       | </img>                              |
| حلقه‌ها روی کاغذ بسته می‌شوند  | کتاب کامل شده خارج از ماشین         |